# 格拉維納島

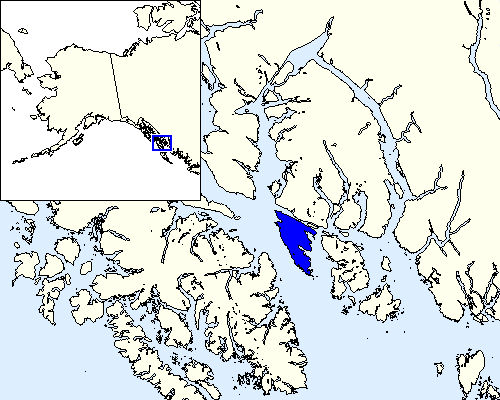

格拉維納島（Gravina）是美國阿拉斯加州的島嶼，位於太平洋海域，屬於格拉維納群島的一部分，位于55° 18′ 14″ N, 131° 47′ 11″ W，長34公里、寬15公里，面積245平方公里，2000年人口50。
55°18′14″N 131°47′11″W / 55.30389°N 131.78639°W